# Cultura do Vaticano
A cultura do Vaticano é obviamente correspondente à cultura da Igreja Católica e o seu expoente são as obras de arquitectura como a Basílica de São Pedro, a Arquibasílica de São João Latrão, a Praça de São Pedro, a Capela Sistina e a colecção do Museu do Vaticano. O palácio onde reside o Papa tem 5 mil quartos, duzentas salas de espera, 22 pátios, cem gabinetes de leitura, trezentas casas de banho e dezenas de outras dependências destinadas a recepções diplomáticas.
Guarda Suíça são as forças armadas utilizadas para a proteção do Vaticano, da Santa Sé e do Papa. Foi criado no século XV.